# Antonio Pollarolo
Giovanni Antonio Pollarolo (12. listopadu 1676 Brescia – 4. května 1746 Benátky) byl italský varhaník a hudební skladatel.

## Život
Antonio Pollarolo byl žákem svého otce Carla Francesca Pollarola. Narodil se v Brescii, ale po celý svůj aktivní život žil v Benátkách. Pollarolova první opera L'Aristeo, byla uvedena v Benátkách v divadle Teatro San Cassiano v roce 1700. V roce 1702 byl jmenován zástupcem svého otce v bazilice svatého Marka. V březnu roku 1716 se stal sbormistrem v Ospedale Santa Maria dei Derelitti (Ospedaletto). Po smrti svého otce v roce 1723 byl jmenován varhaníkem baziliky svatého Marka a po úmrtí Antonia Lotti v roce 1740 se stal v bazilice kapelníkem. Toto místo zastával až do své smrti 4. května 1746.

## Dílo
Přestože byl plodným a úspěšným skladatelem, nikdy nepřekročil stín svého otce. Kromě cca 20 oper zkomponoval 4 oratoria, 3 mše, 3 pastorale, pašije, 185 motet, 73 antifon a řadu dalších chrámových skladeb.

### Opery
- L’Aristeo (G. C. Corradi, Benátky 1700)
- Griselda (A. Zeno, Benátky 1701);
- Demetrio e Tolomeo (A. Marchi, Benátky 1702)
- La figlia che canta (Benátky 1719)
- Leucippe e Teonoe (P. M. Suarez, Benátky 1719)
- Venceslao (Benátky 1721)
- Lucio Papirio dittatore (A. Zeno, Benátky 1721)
- Plautilla (V. Cassani, Benátky 1721)
- Cosroe (A. Zeno; Řím 1723)
- Orlando furioso (G. Braccioli; Mantova, 1725)
- Turia Lucrezia (D. Lalli, Benátky 1726)
- I tre voti (D. Lalli, Benátky 1726)
- Sulpizia fedele (D. Lalli E G. Boldrin Benátky; 1729)
- L’abbandono di Armida (G. Boldrini, Benátky 1729)
- Nerina, favola pastorale (D. Lalli Benátky 1728)
- I Tre Voti (serenata, Vídeň, 1724)
- Nerone fatto Cesare (pasticcio ve spolupráci s A. Vivaldim, Vídeň, 1715).

### Oratoria
- Recognitio fratrum (Benátky, 1714)
- Sacrum amoris novendiale (Benátky, 1716)
- Oratorio per il Santissimo Natale (Řím, 1718)